# José Finat y Escrivá de Romaní
José María de la Blanca Finat y Escrivá de Romaní, comte de Mayalde, XVI duc de Pastrana (consort), (Madrid, 11 de febrer de 1904 – 9 de juny de 1995), fou un advocat, ramader i polític espanyol, vicepresident del Grupo Criadores Toros de Lidia, ambaixador d'Espanya, Governador Civil de la província de Madrid, alcalde de Madrid, Diputat a Corts Generals, Conseller Nacional i procurador a les Corts Espanyoles durant totes les legislatures del franquisme

## Biografia
El seu pare era José Finat y Carvajal, Comte de Mayalde, de Finat i de Villaflor, Marquès de Terranova, Mestrant de Ronda, Cavaller Gran Creu d'Isabel la Catòlica, Gentilhome de Sa Majestat amb exercici i servitud. La seva mare fou Blanca Escrivá de Romaní y de la Quintana, filla del Comte de Casal.
Assolí el títol de comte de Mayalde, des del 19 d'octubre de 1919, de Finat (1956), i de Villaflor (1976). Es llicencià en dret a la Universitat de Madrid i va començar la seva activitat política a Toledo de la mà del Comte de Romanones en els darrers anys d'Alfons XIII com a militant del partit Liberal Conservador. La seva postura es va radicalitzar fins que es va incorporar a Falange Española el 1936.
A les eleccions generals espanyoles de 1933 es presentà com a membre de la fracció Acció Popular i fou escollit diputat pel districte corresponent a la província de Toledo en la candidatura de la CEDA obtenint 113 344 vots.
A les Eleccions generals espanyoles de 1936, es presentà novament per la CEDA i fou elegit diputat pel mateix districte obtenint 127 145 vots.
Durant la guerra civil espanyola fou comandant d'artilleria i va ser secretari personal de Ramón Serrano Suñer quan fou ministre de governació el 1938. Amic personal de José Antonio Primo de Rivera, va intentar algunes gestions per tal de salvar-lo. Després de la victòria franquista va ocupar el càrrec d'ambaixador d'Espanya al Tercer Reich entre 1940 i 1942. Va ser prèviament Director General de Seguretat, càrrec que va tornar a ocupar al seu retorn d'Alemanya, i després governador civil de Madrid.
En els primers anys de la dictadura va propinar, amb l'ajuda d'altres dos falangistes, una pallissa a l'artista Miguel de Molina per la seva condició d'homosexual. Anys més tard, en una entrevista concedida a Carlos Herrera, l'agredit var identificar dos dels seus agressors: Finat i Sancho Dávila. La seva última decisió com a Director General de Seguretat va ser engegar l'Arxiu Judaic, un conjunt de documents elaborats pels governs civils per fitxar i tenir controlats els jueus residents a Espanya, uns 6.000.
Per al director de l'Institut d'Història Jaume Vicens Vives de la Universitat Pompeu Fabra de Barcelona Josep Fontana, "era el comte de Mayalde, un home amb les mans tacades de sang, que com a director general de Seguretat, havia convidat el 1940 Heinrich Himmler perquè visités Madrid, amb la finalitat d'establir formes de col·laboració amb la Gestapo". Sent Director General de Seguretat va rebre i custodiar el president de la Generalitat de Catalunya, Lluís Companys, jutjat en consell de guerra el 14 d'octubre de 1940 i sentenciat a morir afusellat, així com del trasllat del socialista Julián Zugazagoitia Mendieta, també afusellat.
Va ocupar l'alcaldia de Madrid fins al 1965, i fou procurador en Corts franquistes i Conseller Nacional del Movimiento el 1971. També es dedicà a la ramaderia.

## Família
Casat el 1929 amb Casilda de Bustos y Figueroa, nascuda en 1910, XVI duquessa de Pastrana (1945) Dos cops Gran d'Espanya, X Marquesa de Corvera (1940), VI de las Almenas; des del 13 de juliol de 1951 XVII Comtessa d'Oliveto i Marquesa de Campotéjar; XVI Marquesa de Salinas del Río Pisuerga, des de l'11 de juny de 1954. Pares de:
- Rafael Finat y de Bustos, nascut el 5 de febrer de 1930 i mort el 25 de febrer de 1955 a Toledo. Vescomte de Rías.
- José María de la Blanca Finat y Bustos XVII duc de Pastrana, nascut en 1932 i com a hereu fou marquès de Corverá.[11]
- Fernando Finat y de Bustos, VII Marquès de las Almenas, nascut el 1936 a Sant Sebastià i casat amb Cecilia Walford Hawkins y de Borbón, Duquessa d'Ansola.